# Proctonemesia
Genre
Proctonemesia est un genre d'araignées aranéomorphes de la famille des Salticidae.

## Distribution
Les espèces de ce genre sont endémiques du Brésil.

## Liste des espèces
Selon World Spider Catalog (version 18.0, 08/05/2017) :
- Proctonemesia multicaudata Bauab & Soares, 1978
- Proctonemesia secunda (Soares & Camargo, 1948)

## Publication originale
- Bauab & Soares, 1978 : Gênero e espécie novos de Salticidae do Brasil (Araneae). Revista Brasileira de Zoologia, vol. 38, p. 23-26.